# Crac! (album)
Crac! è il terzo album degli Area, pubblicato nel 1975 dalla Cramps.

## Il disco
L'album aumentò la popolarità del gruppo in Italia grazie a canzoni come L'elefante bianco, La mela di Odessa (1920) e Gioia e rivoluzione, che divennero presenze fisse ai concerti.
Durante il tour promozionale, gli Area suonarono anche a Parigi e Lisbona: alcune esibizioni fuori dall'Italia sono contenute nell'album live Parigi-Lisbona (1976), mentre Are(A)zione (1975) documenta il tour italiano.

## Tracce
Musiche di Patrizio Fariselli, Ares Tavolazzi e Paolo Tofani, tranne dove indicato; Testi di Gianni Sassi alias Frankenstein.
Lato A
1. L'elefante bianco – 4:33
2. La mela di Odessa (1920) – 6:27
3. Megalopoli – 7:53

Lato B
1. Nervi scoperti – 6:35
2. Gioia e rivoluzione – 4:40
3. Implosion – 5:00
4. Area 5 – 2:09 (Juan Hidalgo, Walter Marchetti)

## Formazione
- Demetrio Stratos - voce, organo Hammond, clavicembalo, steel drums, percussioni
- Giulio Capiozzo - batteria, percussioni, cori
- Patrizio Fariselli - pianoforte elettrico, pianoforte, clarinetto basso, percussioni, sintetizzatore (A.R.P. Odyssey)
- Ares Tavolazzi - basso, trombone
- Paolo Tofani - chitarra elettrica, sintetizzatore (EMS VCS3), flauto